# Opisthoxia integra
Opisthoxia integra là một loài bướm đêm trong họ Geometridae.